# Wellenatlas
Ein Wellenatlas (oder auch Seegangsatlas) stellt insbesondere diejenigen Gebiete auf Ozeanen, Binnenmeeren oder -seen dar, bei denen es mit hoher Wahrscheinlichkeit zur Bildung von Monsterwellen kommt.

## Das MaxWave-Projekt der Europäischen Union
Mit Hilfe der ERS-Satelliten der ESA wurde in den Jahren 2000 bis 2003 ein erster ozeanischer Wellenatlas erstellt, der fortgeschrieben wird.
- Die ERS-Zwillingssatelliten der ESA, ERS-1 und ERS-2, drehen seit Juli 1991 bzw. April 1995 ihre Bahnen um die Erde – und werden bei ESA/ESOC in Darmstadt kontrolliert. An Bord führen sie jeweils ein so genanntes SAR (Synthetic Aperture Radar), mit dem sie ihre Daten sammeln.
- Das SAR wiederum arbeitet in verschiedenen Modi. Über dem Ozean kommt der Wellenmodus zum Einsatz, bei dem in Abständen von 200 Kilometern kleine „Ozeanausschnitte“ mit einer Größe von 10 auf 5 km aufgenommen werden.
- Jeder dieser Ausschnitte wird anschließend auf mathematischem Wege in eine Aufstellung der durchschnittlichen Wellenenergie und -richtung aufgeschlüsselt, ein so genanntes Ozeanwellenspektrum. Diese Spektren stellt die ESA zum öffentlichen Abruf bereit.

## Der Ijsselmeer- und Markermeer-Wellenatlas (Golfatlas)
Der Wellenatlas („Golfatlas IJsselmeergebied“) liefert Information über die Seegangsverhältnisse auf dem IJsselmeer und dem Markermeer sowie zwölf Detailgebieten mit den wichtigsten Häfen unter Berücksichtigung verschiedener Windbedingungen.